# Michele Boato
Michele Boato (Venezia, 13 agosto 1947) è un saggista e politico italiano.

## Biografia
Michele Boato nasce il 13 agosto 1947 a Venezia. Tre tra i suoi quattro fratelli hanno rivestito incarichi politici a livello locale o nazionale, Sandro, Stefano e Marco. Di formazione cattolica, Michele e Marco aderiscono in seguito al movimento di dissenso dei Cristiani per il Socialismo, e sono entrambi membri fondatori di Lotta Continua nel 1969.
Boato si laurea in Economia all'Università Ca' Foscari di Venezia, con una tesi su Porto Marghera, dove lavora come operaio nel periodo 1971-72. 
Durante il servizio militare aderisce all'organizzazione Proletari in Divisa, branca di Lotta Continua che si poneva l'obiettivo di democratizzare l'esercito e contrastarne le gerarchie. In questa veste propone un'azione legale contro due ufficiali, coinvolti in una morte per malasanità, e con l'organizzazione partecipa alle marce pacifiste indossando la divisa. verso Dal 1973 al 2007, insegna economia, prima per tre anni a Brindisi e poi a Mestre. 
Nel 1979 fonda la rivista e l'associazione ecologica Smog e dintorni, che dirige fino al 1985, quando la rivista prende il nome di Tam Tam Verde, mensile dell'"arcipelago verde" del Veneto.
Negli anni ottanta fonda gli Amici della Bicicletta di Mestre, con cui pedonalizza Piazza Ferretto. 
Nel 1982 dà vita, a Mestre, alla prima Università Verde d'Italia, i cui corsi vengono aperti, ogni anno, da una lezione di Laura Conti.
Primo consigliere regionale dei Verdi del Veneto nel 1985, interviene spesso parlando in veneziano.
Nel 1987 con tre barchette blocca la nave che, ogni mattina, scarica in Adriatico 3.000 tonnellate di fanghi di Marghera, vietati poi nell'88. Deputato verde nel 1987, inventa la prima “tassa ecologica” italiana, 100 lire per ogni sacchetto di plastica, e la legge che riduce all'1% il fosforo nei detersivi, risolvendo il problema eutrofizzazione dell'Adriatico. A gennaio 1989 si dimette da deputato e torna a insegnare Economia all'istituto Massari di Mestre.
Dal 1990 al 2000 torna in consiglio regionale del Veneto. Nel 1993-94 fa l'Assessore regionale all'Ambiente, avviando le prime raccolte differenziate “porta a porta” nel Veneto, che oggi ricicla oltre il 62%, la migliore regione d'Italia . Nel 1993 fa approvare la legge regionale n. 27 che riduce il limite di campo elettromagnetico da elettrodotti, ai famosi 0,2 microTesla.
Portavoce regionale dei Verdi fino al 2000, entra poi in aperto conflitto con quella che diventerà la nuova maggioranza del partito, guidata da Gianfranco Bettin e sostenuta secondo la stampa da un gruppo di circa duecento attivisti dei centri sociali legati al leader autonomo Luca Casarini, definiti da Boato "un gruppo di violenti dell'autonomia operaia". La divisione diede vita ad una scissione nelle liste locali dei Verdi.
Si batte, con successo, contro il progetto Eni di perforare l'Adriatico per estrarre metano col probabilissimo abbassamento di Venezia e Chioggia, come già avvenuto a Ravenna.
Fonda e dirige l'Ecoistituto del Veneto "Alex Langer", la rivista trimestrale Gaia, il bimestrale Tera e Aqua e la Fondazione ICU - Istituto Consumatori Utenti.

## Opere
- Conserva la carta, puoi salvare un albero (1984)
- Dopo Chernobyl, energie dolci (1987)
- Ecologia a scuola (1988)
- Adriatico, una catastrofe annunciata (1989)
- Meno rifiuti e riciclarli (1990)
- Economia-ecologia (1995)
- Invece della Tv, rinverdire la scuola (1995)
- Erre magica, riparare, riusare e riciclare (1996)
- In laguna (1996)
- Prevenire i rifiuti, liberarsi dall'usa e getta (1996)
- Da rifiuti a risorse – manuale per riduzione e recupero (1997)
- Verdi (1997)
- MoRtedison, tutti assolti (2001)
- Albero Poesia (2002)
- Quasi fosgene - appunti in versi (2006)
- Nonviolenza oggi (2007)
- Per il bene comune (2008)
- Nonviolenza oggi (2010)
- Oltre un secolo –spettacolo multimediale (2011)
- Per un piano regionale di riciclo totale dei rifiuti speciali, senza inceneritori (2011)
- Cansiglio, montagna da vivere (2012)
- Eppure soffia, tempeste e spifferi ecologici in Veneto (2013)
- Ecologia Femminile Plurale, donne venete per l'ambiente (2014)
- Succede domani (o forse sta già succedendo) (2015)
- Quelli delle cause vinte - Manuale di difesa dei beni comuni (2017)
- Si può fare - Guida al Veneto sostenibile (2018)
- La lotta continua. Dal 68 veneziano alle barricate di P.Marghera 1970 (2019)
- Arcipelago verde. 1970-1985 (2020)
- Ecologia politica. Un'utopia per l'Italia) 1985-2000 (2021)
- Nonviolenza in azione. Iniziative e protagonisti (2022)
- Nonviolenza per la terra. Dalla parte di acqua, aria, foreste e popoli nativi (2023)
- Nonviolenza in Italia, per l'ambiente e i beni comuni (2024)